# Marco Papa
Marco Papa (Perugia, 16 marzo 1958 – Adro, 9 settembre 1999) è stato un pilota motociclistico italiano.

## Carriera
Risultati di maggiore rilievo sono stati ottenuti nelle competizioni nazionali e europee. Nel 1978 ottiene due vittorie nel Campionato Italiano Junior classe 500, a bordo di una Suzuki. Con la stessa motocicletta l'anno successivo passa alla categoria seniores andando a punti.
Nel 1982 si classifica quinto nel campionato Europeo della classe 500, sempre con la Suzuki. Nella stessa competizione ottiene la sua prima vittoria nel 1984 ed il terzo posto nella classifica finale. Nel 1987 migliora conseguendo il piazzamento d'onore. Nel 1990 corre come wild card con una Yamaha OW01 del team Spadaro Innicheri la prova spagnola del campionato mondiale Superbike sul circuito di Jerez, non ottiene piazzamenti a punti nelle due gare. Torna poi nella classe 500: disputa la sua migliore stagione nel mondiale, ottenendo come miglior risultato un sesto posto a Rijeka. 
Vince il titolo italiano, categoria "Open" che comprendeva anche le 500 e si disputava in gara unica sull'autodromo di Vallelunga, nel 1991 e nel 1992, a bordo di una Cagiva. Non di rado con le Cagiva corre delle gare del Motomondiale 1991, in appoggio a Eddie Lawson e Alex Barros, alternandola con una Honda privata. Dal 1992 al 1993 partecipa sempre alla classe 500 con una moto artigianale: la Librenti, costruita dall'omonimo ingegnere bolognese. Il confronto con le ROC Yamaha e le Harris è impietoso ma Papa non demorde mai. La collaborazione con Giancarlo Librenti dura un anno e mezzo, fino a quando, nel maggio del 1993, il costruttore emiliano morì a soli 56 anni. Marco Papa continua fino a fine stagione grazie all'assistenza di Niggi Schmassmann. Nella classe regina corre fino al 1996, quando partecipa al GP d'Italia e al Città di Imola come wild card.
Perse la vita in un incidente stradale avvenuto il 9 settembre 1999 lungo la A4 all'altezza di Rovato: mentre era alla guida della sua automobile perse il controllo morendo sul colpo.

## Risultati in gara

### Motomondiale
| 1980 | Classe | Moto   |    |   |    |   |   |    |   |   |   |   |  |  |  |  |  | Punti | Pos. |
| ---- | ------ | ------ | -- | - | -- | - | - | -- | - | - | - | - |  |  |  |  |  | ----- | ---- |
| 1980 | 250    | Yamaha | 10 | - | NQ | - | - | 25 | - | - | - | - |  |  |  |  |  | 1     | 32º  |

| 1981 | Classe | Moto   |    |  |  |    |  |    |  |  |  |  |  |  |  |    |  | Punti | Pos. |
| ---- | ------ | ------ | -- |  |  | -- |  | -- |  |  |  |  |  |  |  | -- |  | ----- | ---- |
| 1981 | 500    | Suzuki | NE |  |  | 20 |  | NE |  |  |  |  |  |  |  | NE |  | 0     |      |

| 1982 | Classe | Moto   |  |     |    |     |  |  |  |  |     |  |    |    |     |  |  | Punti | Pos. |
| ---- | ------ | ------ |  | --- | -- | --- |  |  |  |  | --- |  | -- | -- | --- |  |  | ----- | ---- |
| 1982 | 500    | Suzuki |  | Rit | 16 | Rit |  |  |  |  | Rit |  | NE | NE | Rit |  |  | 0     |      |

| 1983 | Classe | Moto   |  |  |    |  |  |  |  |  |  |  |  |  |  |  |  | Punti | Pos. |
| ---- | ------ | ------ |  |  | -- |  |  |  |  |  |  |  |  |  |  |  |  | ----- | ---- |
| 1983 | 500    | Suzuki |  |  | 16 |  |  |  |  |  |  |  |  |  |  |  |  | 0     |      |

| 1984 | Classe | Moto  |  |    |    |    |    |  |  |  |  |  |  |     |  |  |  | Punti | Pos. |
| ---- | ------ | ----- |  | -- | -- | -- | -- |  |  |  |  |  |  | --- |  |  |  | ----- | ---- |
| 1984 | 500    | Honda |  | 20 | 17 | 19 | 29 |  |  |  |  |  |  | Rit |  |  |  | 0     |      |

| 1985 | Classe | Moto           |  |  |    |    |  |    |    |    |  |    |  |    |  |  |  | Punti | Pos. |
| ---- | ------ | -------------- |  |  | -- | -- |  | -- | -- | -- |  | -- |  | -- |  |  |  | ----- | ---- |
| 1985 | 500    | Suzuki e Paton |  |  | 26 | 20 |  | 19 | 18 | 25 |  | NQ |  | 19 |  |  |  | 0     |      |

| 1986 | Classe | Moto  |  |    |  |  |    |    |  |  |  |    |  |    |  |  |  | Punti | Pos. |
| ---- | ------ | ----- |  | -- |  |  | -- | -- |  |  |  | -- |  | -- |  |  |  | ----- | ---- |
| 1986 | 500    | Honda |  | 10 |  |  | 16 | 18 |  |  |  | NP |  | NE |  |  |  | 1     | 24º  |

| 1987 | Classe | Moto  |  |  |    |    |  |  |    |  |  |  |  |    |  |  |  | Punti | Pos. |
| ---- | ------ | ----- |  |  | -- | -- |  |  | -- |  |  |  |  | -- |  |  |  | ----- | ---- |
| 1987 | 500    | Honda |  |  | 18 | 16 |  |  | NP |  |  |  |  | 17 |  |  |  | 0     |      |

| 1988 | Classe | Moto  |  |  |     |   |    |    |     |    |    |     |    |    |  |    |  | Punti | Pos. |
| ---- | ------ | ----- |  |  | --- | - | -- | -- | --- | -- | -- | --- | -- | -- |  | -- |  | ----- | ---- |
| 1988 | 500    | Honda |  |  | Rit | 9 | 24 | 14 | Rit | 14 | 14 | Rit | 18 | NP |  | 12 |  | 17    | 17º  |

| 1989 | Classe | Moto  |  |  |  |     |     |    |  |    |    |    |     |    |  |     |  | Punti | Pos. |
| ---- | ------ | ----- |  |  |  | --- | --- | -- |  | -- | -- | -- | --- | -- |  | --- |  | ----- | ---- |
| 1989 | 500    | Paton |  |  |  | Rit | Rit | NQ |  | 17 | 20 | 18 | Rit | 16 |  | Rit |  | 0     |      |

| 1990 | Classe | Moto  |  |  |  |   |    |    |   |    |     |   |    |    |    |    |    | Punti | Pos. |
| ---- | ------ | ----- |  |  |  | - | -- | -- | - | -- | --- | - | -- | -- | -- | -- | -- | ----- | ---- |
| 1990 | 500    | Honda |  |  |  | 9 | 11 | 13 | 6 | 14 | Rit | 9 | 13 | 11 | 13 | 12 | 10 | 55    | 14º  |

| 1991 | Classe | Moto           |  |  |  |    |    |  |    |     |  |    |    |    |  |    |   | Punti | Pos. |
| ---- | ------ | -------------- |  |  |  | -- | -- |  | -- | --- |  | -- | -- | -- |  | -- | - | ----- | ---- |
| 1991 | 500    | Honda e Cagiva |  |  |  | 12 | 11 |  | 12 | Rit |  | 13 | 10 | 12 |  | 13 | 9 | 36    | 16º  |

| 1992 | Classe | Moto              |    |     |     |    |     |    |     |    |  |    |    |    |    |  |  | Punti | Pos. |
| ---- | ------ | ----------------- | -- | --- | --- | -- | --- | -- | --- | -- |  | -- | -- | -- | -- |  |  | ----- | ---- |
| 1992 | 500    | Librenti e Cagiva | NQ | Rit | Rit | 24 | Rit | 22 | Rit | 18 |  | 18 | 16 | 17 | 16 |  |  | 0     |      |

| 1993 | Classe | Moto                                 |     |     |     |     |    |    |     |     |     |  |    |     |     |  |  | Punti | Pos. |
| ---- | ------ | ------------------------------------ | --- | --- | --- | --- | -- | -- | --- | --- | --- |  | -- | --- | --- |  |  | ----- | ---- |
| 1993 | 500    | Librenti, ROC Yamaha e Harris Yamaha | Rit | Rit | Rit | Rit | 25 | NQ | Rit | Rit | Rit |  | 21 | Rit | Rit |  |  | 0     |      |

| 1994 | Classe | Moto       |     |     |  |     |     |     |  |  |  |  |    |     |     |     |  | Punti | Pos. |
| ---- | ------ | ---------- | --- | --- |  | --- | --- | --- |  |  |  |  | -- | --- | --- | --- |  | ----- | ---- |
| 1994 | 500    | ROC Yamaha | Rit | Rit |  | Rit | Rit | Rit |  |  |  |  | 19 | Rit | Rit | Rit |  | 0     |      |

| 1995 | Classe | Moto                  |  |  |  |  |  |    |  |     |     |    |     |     |     |  |  | Punti | Pos. |
| ---- | ------ | --------------------- |  |  |  |  |  | -- |  | --- | --- | -- | --- | --- | --- |  |  | ----- | ---- |
| 1995 | 500    | Librenti e ROC Yamaha |  |  |  |  |  | NQ |  | Rit | Rit | 23 | Rit | Rit | Rit |  |  | 0     |      |

| 1996 | Classe | Moto               |  |  |  |  |    |  |  |  |  |  |  |    |  |  |  | Punti | Pos. |
| ---- | ------ | ------------------ |  |  |  |  | -- |  |  |  |  |  |  | -- |  |  |  | ----- | ---- |
| 1996 | 500    | ROC Yamaha e Paton |  |  |  |  | 19 |  |  |  |  |  |  | 18 |  |  |  | 0     |      |

| Legenda | 1º posto        | 2º posto            | 3º posto            | A punti      | Senza punti        | Grassetto – Pole position Corsivo – Giro più veloce |
| Legenda | Gara non valida | Non qual./Non part. | Ritirato/Non class. | Squalificato | '-' Dato non disp. | Grassetto – Pole position Corsivo – Giro più veloce |

### Campionato mondiale Superbike
| 1990 | Moto   |    |    |  |  |  |  |  |  |  |  |  |  |  |  |  |  |  |  |  |  |  |  |  |  |  |  | Punti | Pos. |
| ---- | ------ | -- | -- |  |  |  |  |  |  |  |  |  |  |  |  |  |  |  |  |  |  |  |  |  |  |  |  | ----- | ---- |
| 1990 | Yamaha | 24 | 17 |  |  |  |  |  |  |  |  |  |  |  |  |  |  |  |  |  |  |  |  |  |  |  |  | 0     |      |

| Legenda | 1º posto        | 2º posto            | 3º posto           | A punti      | Senza punti        | Grassetto – Pole position Corsivo – Giro più veloce |
| Legenda | Gara non valida | Non qual./Non part. | Ritirato/Non class | Squalificato | '-' Dato non disp. | Grassetto – Pole position Corsivo – Giro più veloce |